# Geschlechtsmerkmal

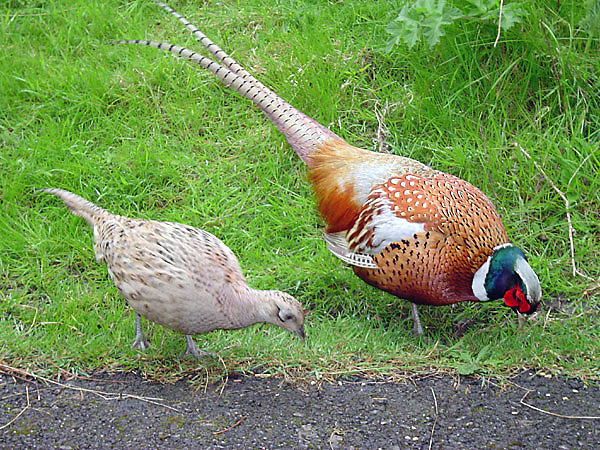
Weibliche (links) und männliche (rechts) Fasane, die den dramatischen Unterschied in Farbe und Größe zwischen den Geschlechtern veranschaulichen

Geschlechtsmerkmale sind körperliche Kennzeichen, die bei den Geschlechtern einer Tierart unterschiedlich ausgeprägt sind. Es gibt primäre, sekundäre und tertiäre Geschlechtsmerkmale.

## Primäre Geschlechtsmerkmale

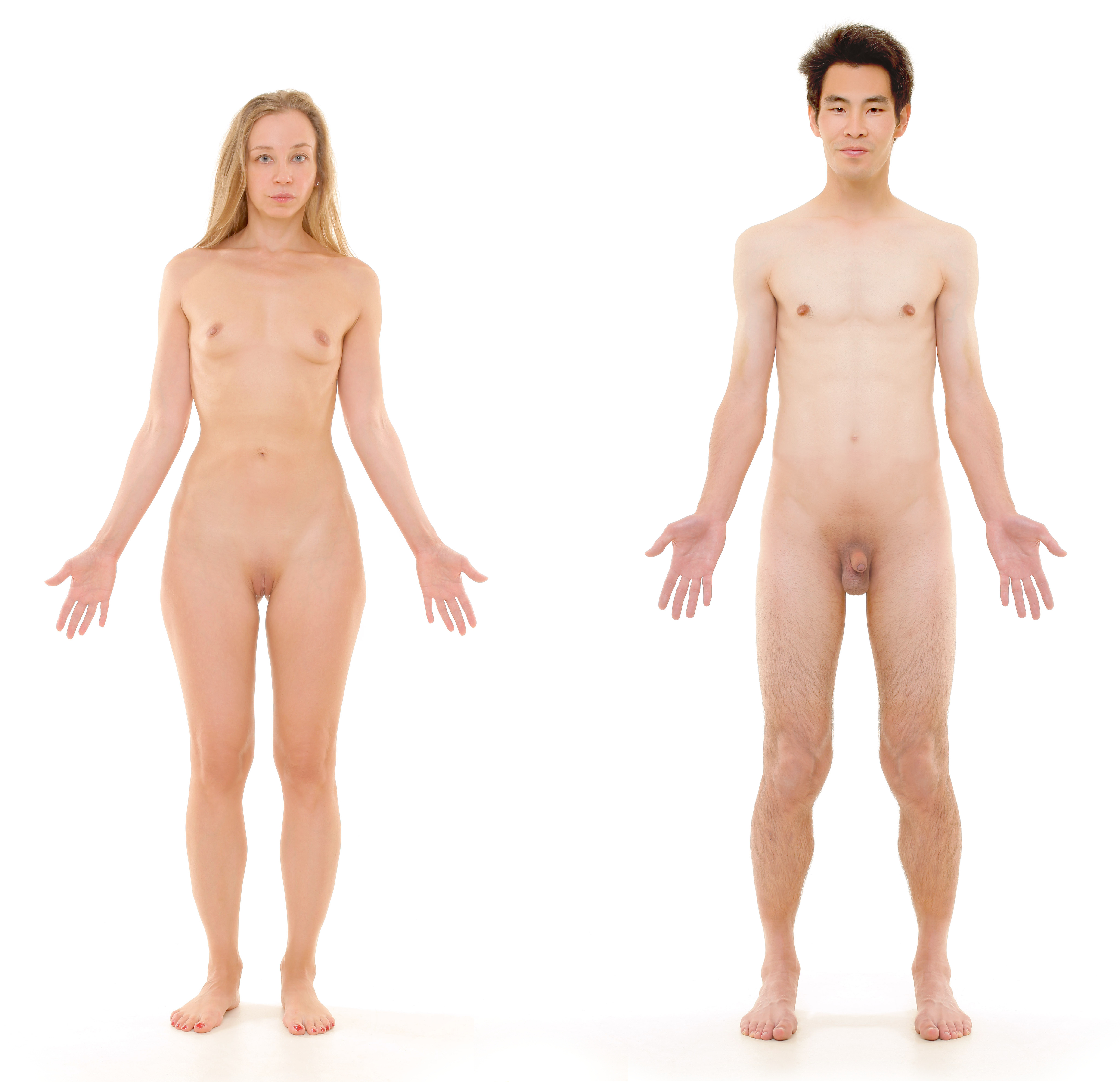
Primäre Geschlechtsmerkmale des Menschen sind die Genitalien

Primäre Geschlechtsmerkmale sind die Geschlechtsorgane, die vornehmlich der direkten Fortpflanzung dienen, bei Säugetieren beispielsweise Vulva, Vagina, die Ovarien, Uterus, Hoden, Nebenhoden, Samenwege und der Penis. Sie sind im Normalfall bereits bei Schlupf oder Geburt vorhanden und legen bei gesunder normaler Genetik (beispielsweise bei Menschen der Chromosomensatz 46, XY oder 46, XX) den Unterschied zwischen männlichem und weiblichem Geschlecht eindeutig fest.

## Sekundäre Geschlechtsmerkmale
Sekundäre Geschlechtsmerkmale sind nicht unmittelbar für die geschlechtliche Fortpflanzung notwendig, steigern aber in aller Regel den Fortpflanzungserfolg. Sie entwickeln sich während der Ontogenese durch die Einwirkung von Sexualhormonen, führen zur Geschlechtsreife, zeigen diese an und vervollständigen damit das geschlechtliche Erscheinungsbild als männlich beziehungsweise weiblich. Beim Menschen geschieht diese Entwicklung im Wesentlichen während der Pubertät.
Sekundäre Geschlechtsmerkmale können sich im Laufe der Evolution durch sexuelle Selektion wandeln. Sie steigern beispielsweise oft die Attraktivität gegenüber dem anderen Geschlecht oder das Durchsetzungsvermögen gegenüber Konkurrenten oder dienen der Aufzucht der Jungtiere.
Beim Menschen handelt es sich beispielsweise um die weibliche Brust, den männlichen Bartwuchs, die Ausbildung des weiblichen Geburtskanals mit der Anatomie des Beckens und bei beiden Geschlechtern die Achselbehaarung. Da letztere sich meist am Ende der Pubertät bei weiblichen und männlichen Jugendlichen ausbildet, zeigt dieses Merkmal nicht den Geschlechtsunterschied auf, sondern das Erreichen der Geschlechtsreife.

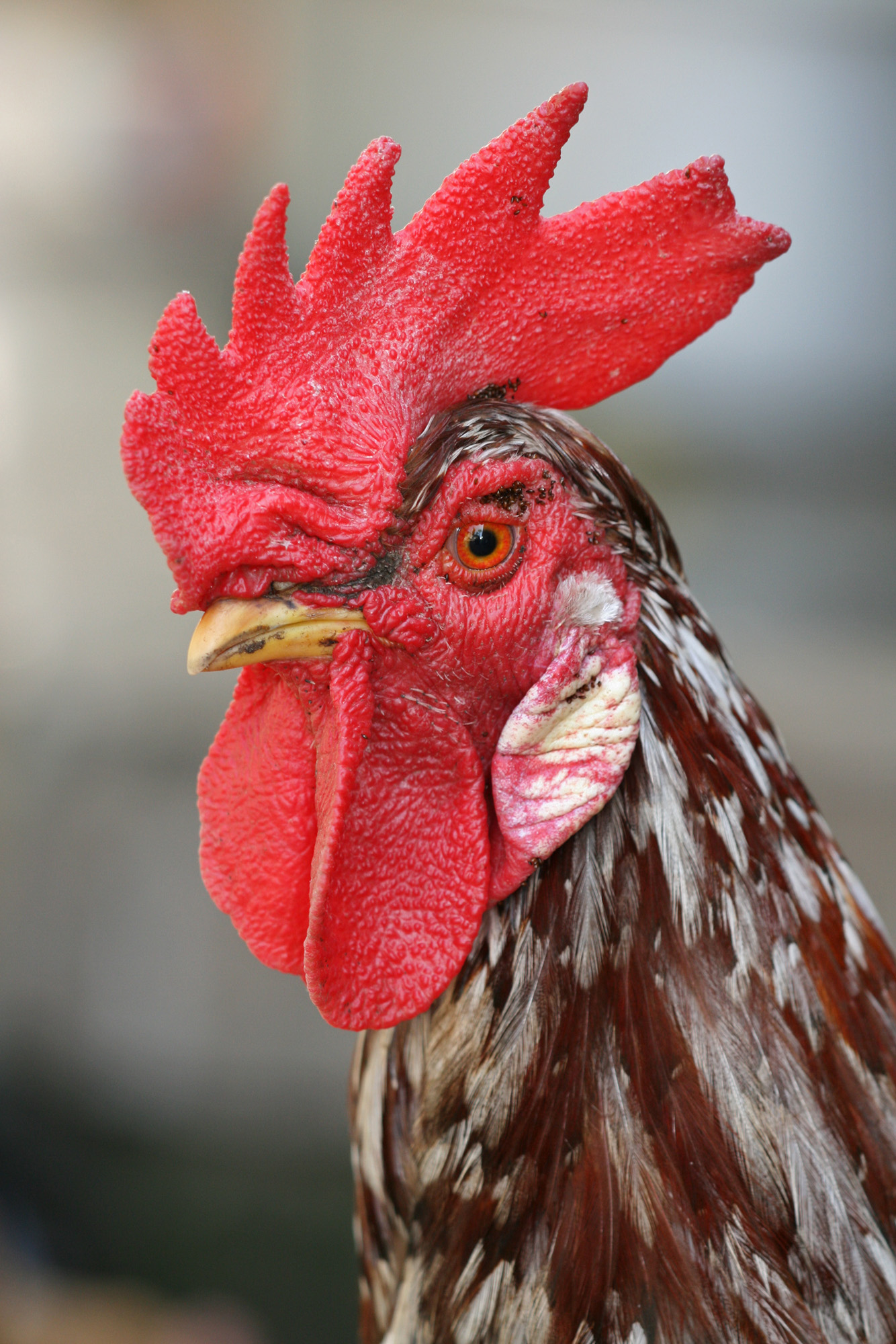
Der Hahnenkamm ist ein sekundäres Geschlechtsmerkmal.

Bei Tieren betrifft es häufig Feder- und Haarkleid, Gebiss- und Skelettmerkmale, aber auch Horn- und Geweihbildung, Milchdrüsen oder den Beutel bei Beuteltieren. Bei vielen Lebewesen sind die mit der Geschlechtsreife sich herausbildenden sekundären Geschlechtsmerkmale dauerhaft (beispielsweise der Hahnenkamm), andere Arten zeigen nur zur Paarungszeit einen Sexualdimorphismus (beispielsweise das Hirschgeweih).

## Tertiäre Geschlechtsmerkmale
Tertiäre Geschlechtsmerkmale sind sonstige Geschlechtsmerkmale. Sie bilden sich teilweise mit der Geschlechtsreife heraus, wie etwa die dunklere Färbung der Männchen der Welsartigen oder der Knochenbau in Form eines weiblichen oder männlichen Beckens oder die Körpergröße. Die Abgrenzung bei den physischen Merkmalen zwischen sekundären und tertiären Geschlechtsmerkmalen ist nicht immer eindeutig, da neben der Genetik auch die Umwelt eine maßgebliche Rolle spielt. Insbesondere geschlechtsspezifische Verhaltensweisen, beim Menschen auch psychische und soziale Merkmale, gehören zu den tertiären Geschlechtsmerkmalen und sind oft nicht erblich, sondern erlernt.